# São Miguel do Guamá
São Miguel do Guamá é um município brasileiro do estado do Pará. Localiza-se a uma latitude 01º37'36" sul e a uma longitude 47º29'00" oeste, estando a uma altitude de 10 metros. Sua população estimada em 2020 é de 65.632 habitantes, com uma área de 1094,839 km². A cidade conta com os distritos de Caju, Urucuri, Urucuriteua e o distrito-sede, que é identificado pelo próprio nome do município.
O município de São Miguel do Guamá pertence à Zona Guajarina e abrange uma área de 1341 Km², na região Nordeste, sendo cortado pelo rio Guamá, de oeste para leste, onde, em sua margem esquerda, situa-se a sede do município. A sede distancia-se 150 km de Belém, sendo incluída no polo Guamá. Apresenta como limites Santa Maria do Pará e Bonito ao norte, Ourém a leste, São Domingos do Capim e Irituia ao sul e Inhangapi e Castanhal a oeste.

## História
A ocupação das ricas terras conhecidas hoje como o município de São Miguel do Guamá deu-se por volta do século XVII através das navegações realizadas pelos colonos portugueses ao longo do rio Guamá. Nessa época, o governo da Capitania concedeu sesmarias ao frades do Convento do Carmo, na qual fundaram a fazenda de Pernambuco. A iniciativa fez com que, em 1758, Agostinho Domingos da Siqueira doasse terras para formação do patrimônio de uma capela onde, nesse mesmo ano, o Bispo D. Miguel de Bulhões criou a freguesia de São Miguel, também conhecida como São Miguel da Cachoeira.
Com a criação da freguesia e a presença do vigário na sede, foi construída a Igreja Matriz e em torno desta, diversas casas foram sendo erguidas e o local tomou o desenvolvimento de povoado, ainda como simples freguesia e assim durante todo o período colonial.
Na divisa da província do Pará em termos e comarcas, realizada em 1833, o território da então freguesia passou à fazer parte do município de Ourém. Em 1872, desmembrou-se, adquirindo a categoria de Vila, já em 1873 a Assembléia Provincial cria o respectivo município, com a lei nº 2.663 de 31 de outubro de 1873 a partir daí São Miguel deixa a categoria de vila passando a ser município.